# Монахан (графство)
Монахан (англ. Monaghan, ірл. Muineachán) — графство на півночі Ірландії.

## Адміністративний поділ
Входить до складу провінції Ольстер на території Республіки Ірландії. Столиця — Монахан.

## Найбільші міста (2011)
- Монахан (7,452)
- Карікмакрос (4,925)
- Кастлеблейні (3,634)
- Клонес (1,761)
- Баллібей (1,461)